# 15578 Bagnall
15578 Bagnall este o planetă minoră (asteroid), cu un diametru de 5,834 km, din centura de asteroizi. A fost descoperită pe 5 aprilie 2000 la Experimental Test Site⁠(d) de Lincoln Near-Earth Asteroid Research. 
Obiectul prezintă o orbită caracterizată de o semiaxă mare de 2,897388 UAi, o excentricitate de 0,08, o înclinație de 1,35835 ° în raport cu ecliptica.